# Sommer-Paralympics 2012/Teilnehmer (Honduras)
| stlisierte Goldmedaille | stlisierte Silbermedaille | stlisierte Bronzemedaille |
| ----------------------- | ------------------------- | ------------------------- |
| —                       | —                         | —                         |

Honduras entsandte zu den Paralympischen Sommerspielen 2012 in London einen männlichen Sportler.

## Teilnehmer nach Sportart

### Leichtathletik
| Athleten       | Wettbewerb         | Vorlauf / Vorkampf | Vorlauf / Vorkampf | Halbfinale   | Halbfinale | Finale       | Finale | Rang |
| Athleten       | Wettbewerb         | Zeit / Weite       | Rang               | Zeit / Weite | Rang       | Zeit / Weite | Rang   | Rang |
| -------------- | ------------------ | ------------------ | ------------------ | ------------ | ---------- | ------------ | ------ | ---- |
| Männer         |                    |                    |                    |              |            |              |        |      |
| Luis Hernandez | 800 m Männer – T12 | 2:33,20 min        | 5                  | -            | -          |              |        |      |